# Жуков, Илья Ильич
Илья Ильич Жуков (11 июля 1893, Санкт-Петербург — 17 июля 1923, Петроград) — русский рабочий-революционер, активный участник революционных выступлений в Петрограде.

## Биография
Родился в семье рабочего. В трехлетнем возрасте остался сиротой . Окончив двухклассное народное училище, пошел работать. Рано примкнул к революционному движению: участвовал в забастовках, распространял нелегальную литературу, посещал подпольные рабочие кружки.
С 1911 года — член РСДРП, большевик. Участвовал в подпольной деятельности. В 1913—1914 годах — организатор забастовок на заводе «Кольбе». Подвергался арестам и заключению в тюрьму.
В 1915 году И. Жуков с группой большевиков Арматурного завода на квартире своей матери печатал революционные листовки и прокламации и распространял их на заводах и фабриках Выборгской стороны, в результате чего в течение двух лет находился под слежкой, неоднократно менял места проживания. В 1916 году был арестован и после четырёхмесячного заключения выслан в город Кустанай.
После Февральской революции И. И. Жуков вернулся в Петроград и сразу занялся активной революционной деятельностью. Создал партийный коллектив, был организатором и председателем заводского комитета Арматурного завода. Много сил и энергии вложил в организацию Красной гвардии на Арматурном заводе.
Летом 1917 года рабочие завода избрали большевика Жукова своим представителем в Петроградский Совет рабочих и солдатских депутатов. Вскоре он стал организатором красногвардейских отрядов и на других заводах Выборгской стороны. Занимался доставкой оружия, проводил военные занятия. Во время Октябрьского восстания во главе красногвардейского отряда выборжцев направлен в штаб революции — Смольный.
В марте 1918 года И. Жуков сопровождал В. И. Ленина при переезде Советского правительства из Петрограда в Москву.
Участник Гражданской войны. Сражался под Нарвой против Юденича, был одним из организаторов комбедов, участвовал в первых коммунистических субботниках.
В 1920 году И. Жуков — секретарь Выборгского райкома РКП(б) Петрограда. В 1922 году — секретарь Кронштадтского комитета, а с осени 1922 года — начальник политотдела петроградской милиции.
Скончался от болезни в 1923 году. 23 августа того же года Варваринская улица на Выборгской стороне Петрограда была названа именем Ильи Ильича Жукова.